# كينيث سيتي
كينيث ستي (بالإنجليزية: Kenneth City)‏ هي مدينة أمريكية تقع في ولاية فلوريدا. تبلغ مساحة هذه المدينة 1.9 (كم²)،ويبلغ عدد سكانها 4980 نسمة حسب إحصاء سنة 2010 م 4980.تشير إحصاءات سنة 2000م بأن الكثافة السكانية في هذه المدينة تقدر بـ(auto) نسمة/كم2 